# Таксим (музыка)
Такси́м (сорани تەقسیم, араб. تَقْسِيم‎, греч. ταξίμι, тур. taksim) — мелодическая музыкальная импровизация, которая обычно предшествует исполнению традиционной арабской, курдской, греческой, ближневосточной , азербайджанской или турецкой музыкальной композиции.
Таксим традиционно следует определённой мелодической прогрессии. Начиная с тоники определённого арабского или турецкого макама, первые несколько тактов импровизации остаются в нижних аджнах макама, тем самым представляя макам слушателю. После этого введения исполнитель может свободно перемещаться в любом месте макама и даже переходить к другим макамам, если они возвращаются к исходному.
Таксим — это либо сольное исполнение на инструменте, либо исполнение, которое сопровождается перкуссионистом или другим инструменталистом, играющим бурдоном на тонике макама.